# Rothenfurth
Rothenfurth ist ein Ortsteil der sächsischen Stadt Großschirma im Landkreis Mittelsachsen.

## Geografie
Rothenfurth liegt etwa 6 Kilometer nördlich von Freiberg im Erzgebirge am östlichen Ufer der Freiberger Mulde. Durch den Ort verläuft die Staatsstraße 197 Großschirma–Halsbrücke. Direkt am anderen Ufer der Freiberger Mulde liegt Großschirma.
Nachbarorte von Rothenfurth sind Hohentanne im Norden, die zu Rothenfurth gehörige Siedlung Teichhäuser im Nordosten, Krummenhennersdorf im Osten, Halsbrücke im Südosten, Kleinwaltersdorf im Süden, Großschirma im Westen sowie Großvoigtsberg im Nordwesten.

## Geschichte

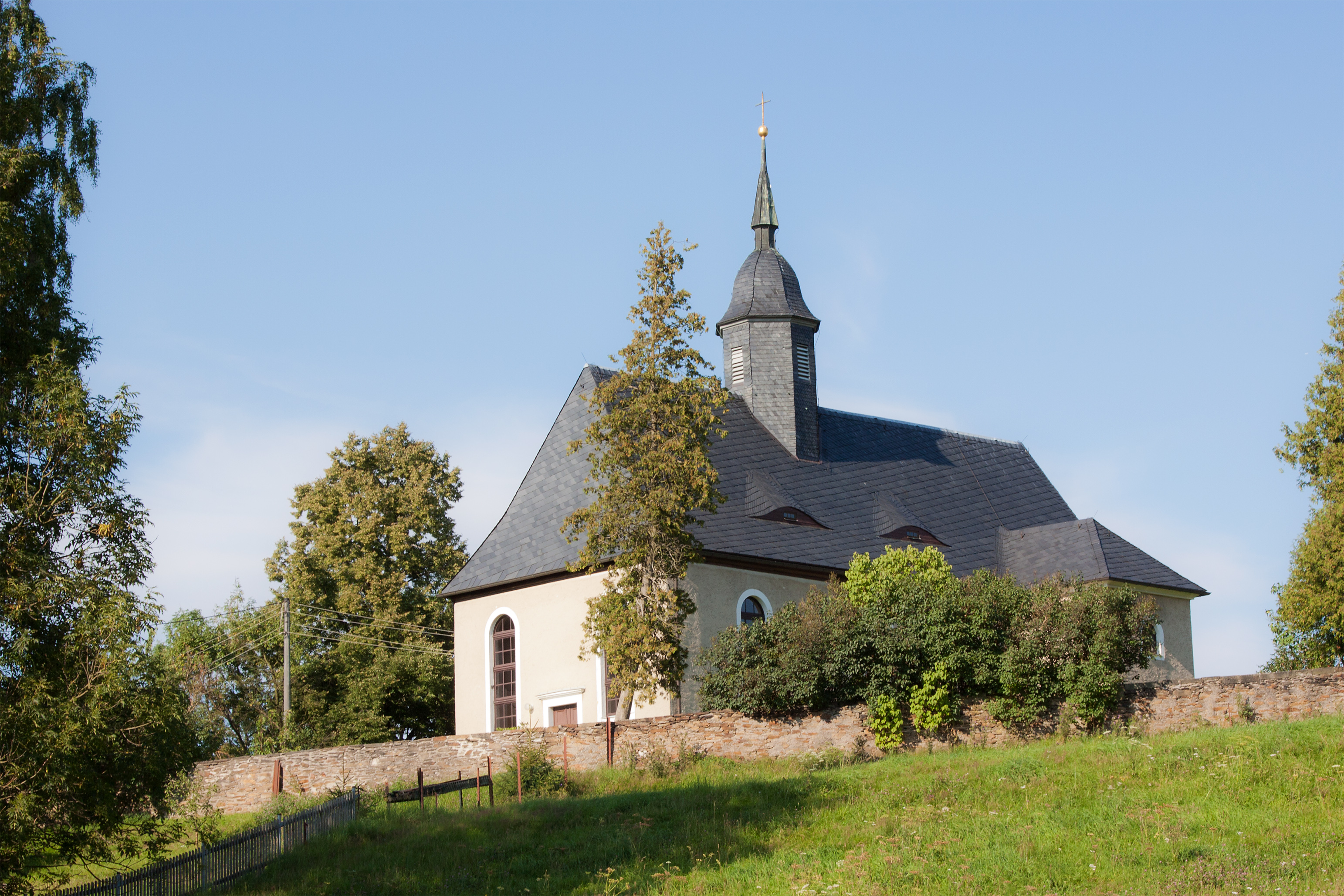
Evangelische Kirche Rothenfurth

Die erste belegte Ortsnamenform datiert von 1305 als Rodynphurde. Die Kirche in Rothenfurth ist in ihrem Kernbestand vorreformatorisch. Ihre ursprüngliche Gestalt wird als spätromanischer, schmuckloser Bau mit kleinen Fenstern vermutet. Die Grundsteinlegung ist nicht urkundlich belegt, wird aber um das Jahr 1320 mit der Erweiterung der bergmännischen Aktivitäten in diesem Gebiet angenommen. Im Zuge des Bergbaus entstanden südöstlich von Rothenfurth an der Freiberger Mulde die Fundgruben „Isaak“ und „St. Anna samt Altväter“, die zum Halsbrücker Revier innerhalb des Freiberger Bergreviers gehören.
August Schumann nennt 1822 im Staats-, Post- und Zeitungslexikon von Sachsen Rothenfurth betreffend u. a.:

„[…] ein mittelgroßes Kirchdorf am südlichsten Ende des königl. Sächs. Kreisamtes Meissen, gehört mit beiderlei Gerichten zu dem […] altschriftsäßigen Rittergute Bieberstein, […] Rothenfurth begreift auch mehrere, auf ehemaligen Berghalden u. s. w. erbaute Häuser, welche von Bergleuten bewohnt werden, und unterm Bergamte Freiberg stehen. […] Längs dem ganzen Dorfe, jedoch durch die Mulde davon geschieden, zieht sich der der schiffbare Churprinzencanal hin. […] Der gesamte Ort enthält in etwa 90 Häusern gegen 550 Bewohner; […] Sehr viel Einwohner leben vom Bergbau und der Klöppelei; auch giebt es hier eine Mühle […], ein Erbgerichte mit Gastwirthschaft, u. s. f. Die Kirche ist das Filial der ¼ Stunde entfernten von Großschirma, und es ist nichts dazu gepfarrt. Die Schulmeisterstelle wird vom Kirchenrath vergeben. […] Unter den Einwohnern sind 18 Bauern, worunter das Erbgericht mit 3 Hufen, 8 Gärtner, 2 Mühlen und 26 Häusler. – Die hiesigen drei gewerkschaftl. Taggebäude, Isaak genennt, sind, nebst dem Anna- und Altväter-Zechenhause, der Gerichtsbarkeit des Bergamtes Freiberg unterworfen.“

Im Jahr 1849 erfolgte an der Kirche der Einbau großer Fenster sowie der Anbau einer Sakristei. Die erhaltene Glocke stammt von 1891 und die Jahn-Orgel von 1868. Im Zeitraum 1986 bis 1989 erfolgte eine umfassende Restauration des Kirchbaus.
Die Grundherrschaft über Rothenfurth lag ab 1551 nachweislich beim Rittergut Bieberstein. Rothenfurth gehörte bis 1836 zum kursächsischen bzw. königlich-sächsischen Kreisamt Meißen. Der Ort lag im äußersten Südwesten des Amts. Die Freiberger Mulde bildete die Grenze zum Kreisamt Freiberg, dem der am anderen Ufer gelegene Ort Großschirma angehörte. Ab 1836 gehörte Rothenfurth kurzzeitig zum Kreisamt Freiberg. 1856 wurde Rothenfurth mit seinem Gemeindeteil Teichhäuser dem Gerichtsamt Freiberg und 1875 der Amtshauptmannschaft Freiberg angegliedert.
Am 1. Juli 1950 wurde Rothenfurth nach Großschirma eingemeindet. Durch die zweite Kreisreform in der DDR kam Rothenfurth als Ortsteil von Großschirma im Jahr 1952 zum Kreis Freiberg im Bezirk Chemnitz (1953 in Bezirk Karl-Marx-Stadt umbenannt), der ab 1990 als sächsischer Landkreis Freiberg fortgeführt wurde und 2008 im Landkreis Mittelsachsen aufging.

## Entwicklung der Einwohnerzahl
| Jahr | Einwohnerzahl                                        |
| ---- | ---------------------------------------------------- |
| 1551 | 24 besessene Mann, 16 Inwohner                       |
| 1764 | 18 besessene Mann, 5 Gärtner, 24 Häusler, 25 ½ Hufen |
| 1834 | 593                                                  |
| 1871 | 755                                                  |

| Jahr | Einwohnerzahl |
| ---- | ------------- |
| 1890 | 759           |
| 1910 | 604           |
| 1925 | 606           |
| 1939 | 563           |

| Jahr | Einwohnerzahl |
| ---- | ------------- |
| 1946 | 687           |
| 2012 | 302           |